# Батово (Бежаницкий район)
Батово — деревня на севере Бежаницкого района Псковской области. Входит в состав сельского поселения муниципальное образование «Добрывичская волость».
Расположена на берегу реки Самородовка, в 31 км к северу от райцентра Бежаницы и в 1 км к востоку от деревни Шилово.

## Население
Численность населения деревни по состоянию на 2000 год составила 17 человек.

## История
До 2005 года деревня входида в состав ныне упразднённой Шиловской волости.